# Adrian Ordean
Adrian Ordean (n. 10 martie 1955, Sibiu) este un muzician român (chitarist, compozitor, producător muzical și inginer de sunet). Este unul dintre compozitorii cei mai prolifici ai muzicii pop-rock românești. Ordean a înființat primul studio de înregistrare privat din România după Revoluția din 1989: Migas Real Compact (MRC). De asemenea, el este cel care a inventat trupa A.S.I.A. și a făcut din grupul Compact un brand pe scena muzicală autohtonă. În îndelungata sa carieră, Adrian Ordean a cântat cu numeroase formații: Stereo, Vocal Jazz Quartet, Riff (din Sibiu), Grup '74 (din Brașov), Sens Unic, Roșu și Negru, Compact B, Schimbul 3 (din București), a înființat trupa de fete Amadeus, iar ulterior PACT (alături de Leo Iorga) și Trupa Ordean. În anul 2006, Ordean a fost cel mai bine plătit compozitor al anului, cu peste 100.000 de lei (respectiv 30.000 euro) primiți de la UCMR-ADA.

## Activitate

### Roșu și Negru
La finele anului 1981, Adrian Ordean este recrutat în formația Roșu și Negru condusă de Liviu Tudan. Aici va cânta de-a lungul timpului, până în anul 1988, alături de muzicieni de marcă precum chitariștii Dan Bădulescu, Florin Ochescu și Gabriel Nacu, basiștii Liviu Tudan, Mircea Marcovici, Dan Creimerman și Marty Popescu, bateriștii Liviu Hrișcu, Dorel Vintilă-Zaharia și Titi Herescu, claviaturiștii Cornel Cristei și Valentin Stoian. În 1988, va părăsi formația pentru a pleca la Compact.

### Compact B
În perioada 1988 - 1996, Adrian Ordean face parte din grupul Compact B, alături de Teo Peter, Emil Laghia, Aurel Vasilescu, Vlady Cnejevici și Leo Iorga. Perioada petrecuta alaturi de Compact impreuna cu Leo Iorga este considerata "Perioada de Aur" a trupei Compact, trupa sustinand multe turnee, avand rol si de compozitor si textier in proportie de 95% din materialul inregistrat in cei 8 ani petrecuti la Compact. "Mă voi întoarce", "Trenul pierdut", "Cine ești tu, oare?", "Singur în noapte", "Să te gândești la mine" sunt doar cateva hit-uri compuse de Ordean.

### Schimbul 3
Între 1996 - 2000, cântă la Schimbul 3,  împreună cu Leo Iorga, George Pătrănoiu, Cătălin Dalvarea, Mario Țiclea, Andy Savastre. În 1997 apare primul album care se numește "Schimbul 3", produs de casa de discuri Tempo Music, a lui Gyuri Pascu. Sub egida Roton, apare in 1998 "Schimbul 3 Unplugged".

### A.S.I.A.
Formația de muzică ușoară A.S.I.A a apărut în martie 1999 atunci când Adrian Ordean a avut ideea de a concepe un proiect muzical ce implica o formație de fete. Ordean a fost compozitorul tuturor pieselor formației dance care a făcut carieră în perioada de după 2000.

### Amadeus
Adrian Ordean înființează în anul 2000 trupa Amadeus, un grup de patru fete, instrumentiste: Cristina Filotti - pian, Alexandra Chișe – vioară, Andreea Runceanu - vioară, Grațiela Giolu - contrabas. Prin trupă mai trece și Alina Dinică - violoncel și Patricia Cimpoiașu - violoncel. Din 2000 până în 2010, Amadeus a scos pe piață cinci LP-uri. Datorită stilului muzical proaspăt, plin de naturalețe și a exploziei de energie pe care o degajă pe scenă, Amadeus a avut o accensiune extraordinară, fiind răsfățată de mass-media și invitată să participe în toată lumea la cele mai diverse tipuri de evenimente și locații. Toată muzica celor cinci albume este semnată Adrian Ordean.

### Trupa Ordean
În mai 2012, Adrian Ordean a înființat Trupa Ordean, împreună cu Codruț Croitoru (voce, fost la The Crown), Andrei Bărbulescu (tobe, fost la Timpuri Noi, Taxi, Laura Stoica Band), Adrian Borțun (chitară bas, fost la Timpuri Noi, Taxi), Marius Vintilă (keyboards) și Alexandru Albiter (chitară, ex-Grup '74).

### PACT
Din toamna anului 2012, Adrian Ordean a cântat cu trupa "Leo Iorga & Ordean", alături de Leo Iorga, Cristi Iorga, Dan Ștețco "Polymoog", Alex Ardelean, Marian "Lacke" Mihăilescu.
În decembrie 2012 a avut loc "botezul" trupei, care de atunci se numește PACT by Leo Iorga & Adi Ordean.
În februarie 2013, Dan Ștețco "Polymoog" s-a retras din trupă, însă formația a continuat să susțină numeroase concerte în țară pe parcursul anului 2013.
La începutul anului 2014, Cătalin "Bibanu" Dalvarea(ex-Neutron, Schimbul 3, Spitalul de Urgență) l-a înlocuit la tobe pe Cristi Iorga, care a plecat din țară.
În aprilie 2014, trupa PACT a lansat albumul "Numărul Unu". Ulterior, acesta a fost înlocuit de Răzvan Gorcinscki (ex-Antract). În 2015, din cauza problemelor de sănătate, Leo Iorga este înlocuit pe perioada de terapie, refacere, de Codruț Croitoru. Acum ei cântă împreună la Pact.

## Familia
Adrian Ordean are o fiică Denise, vedetă de radio.

## Influențe muzicale
Ritchie Blackmore - chitară, John Lord - clape, Deep Purple ("Machine Head", 1972)